# Lista deputaților din Republica Moldova
Această este o listă de liste a deputaților din Parlamentul Republicii Moldova din legislaturile:
- Legislatura 1994-1998 (Republica Moldova)
- Legislatura 1998-2001 (Republica Moldova)
- Legislatura 2001-2005 (Republica Moldova)
- Legislatura 2005-2009 (Republica Moldova)
- Legislatura 2009-2010 (Republica Moldova)
- Legislatura 2010-2014 (Republica Moldova)
- Legislatura 2014-2019 (Republica Moldova)
- Legislatura 2019-2021 (Republica Moldova)
- Legislatura 2021-2025 (Republica Moldova)

Pentru lista deputaților din legislatura 1990-1994, vezi Alegeri legislative în Republica Moldova, 1990